# Palterndorf-Dobermannsdorf
Palterndorf-Dobermannsdorf est une commune autrichienne du district de Gänserndorf en Basse-Autriche.